# Alter Jüdischer Friedhof (Breslau)
Der Alte Jüdische Friedhof (Breslau) ist der ältere der beiden erhaltenen jüdischen Friedhöfe (polnisch cmentarz żydowski) von Breslau (Wrocław). Er befindet sich an der ul. Ślężna (ehemalige Lohestraße) 37/39, südöstlich der Przedmieście Świdnickie (Schweidnitzer Vorstadt), und ist heute als Museum der Friedhofskunst Teil des Breslauer Stadtmuseums.

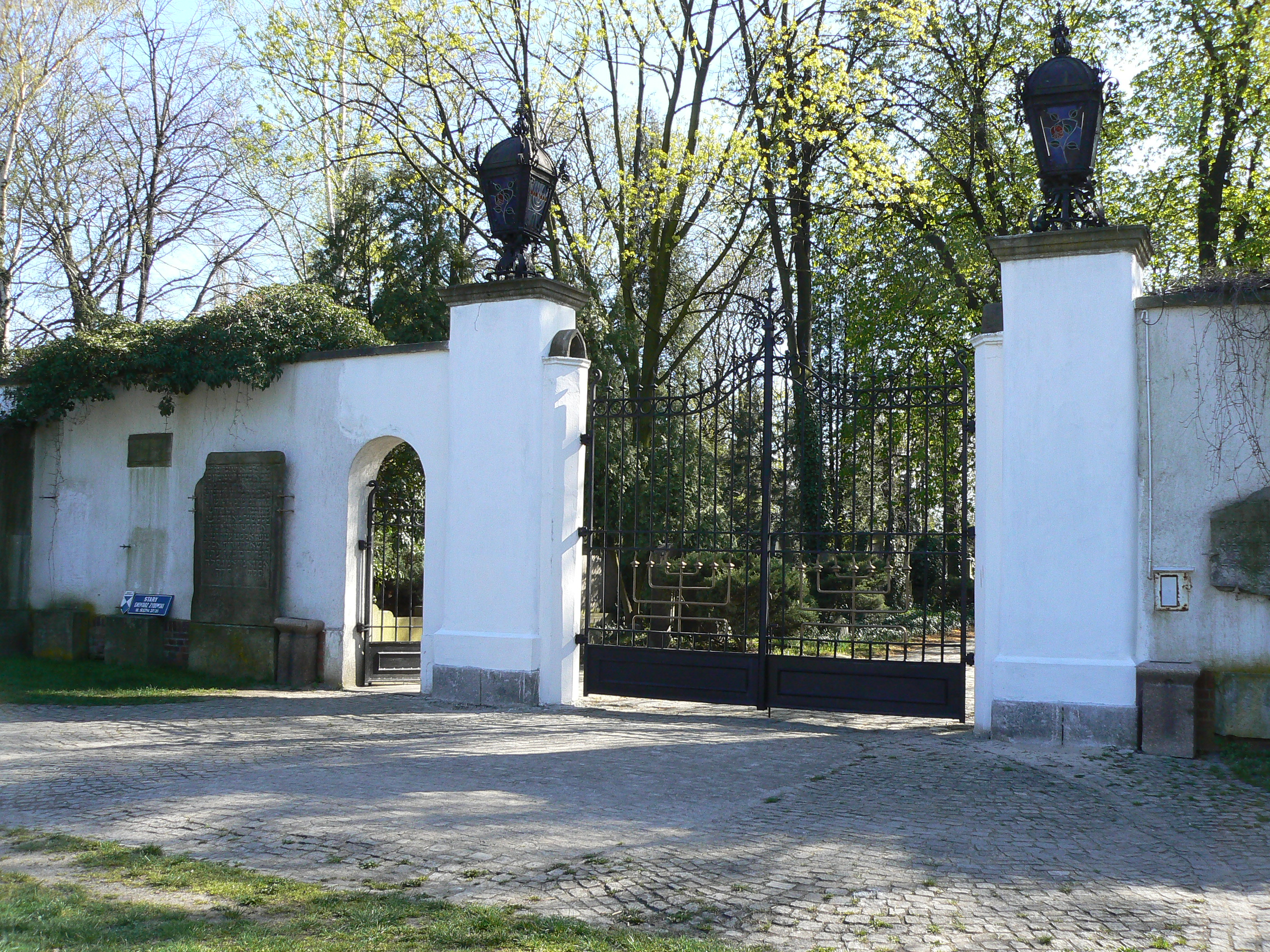
Portal des Alten Jüdischen Friedhofs, links der Grabstein von 1345

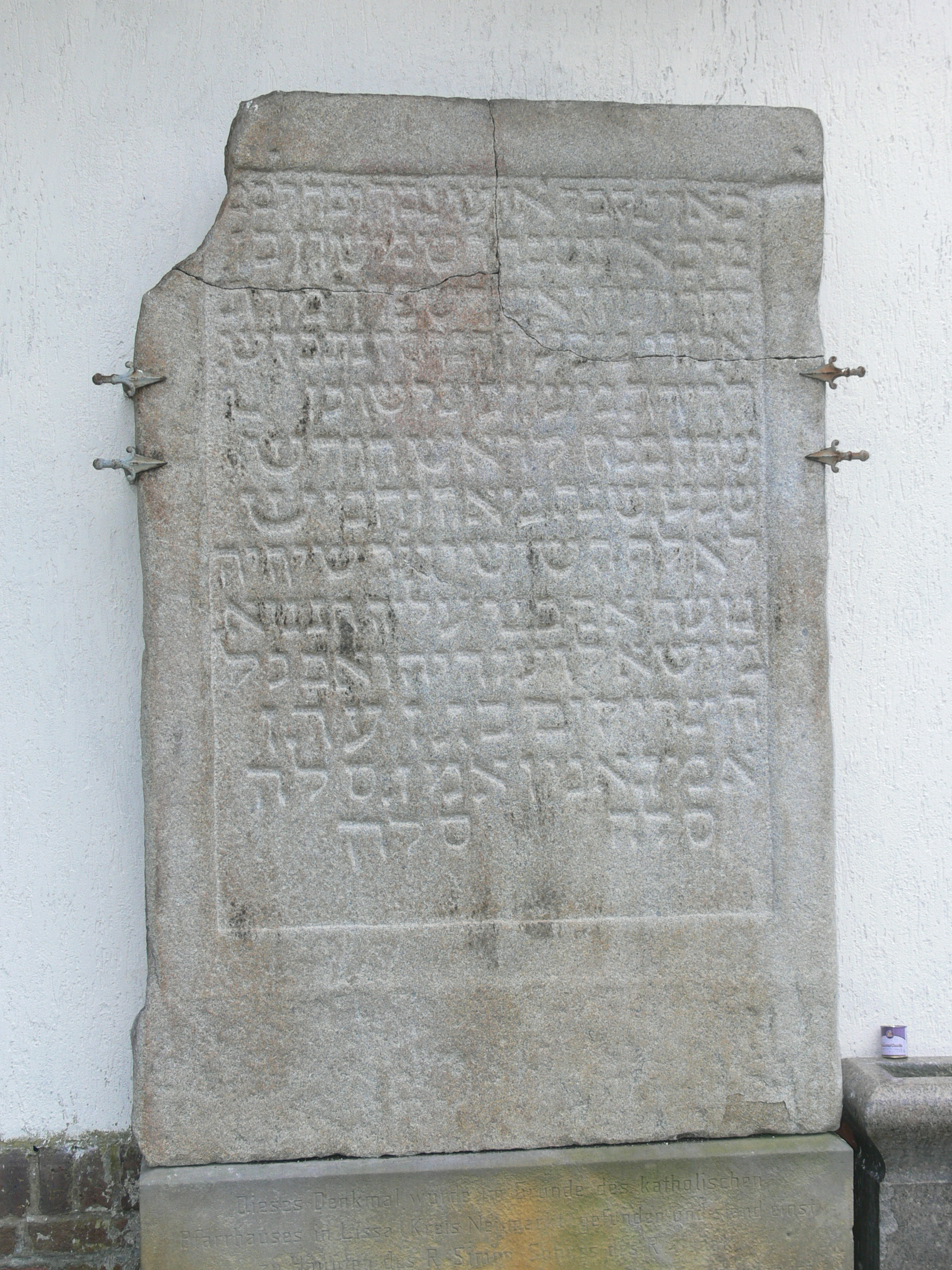
Grabstein des Rabbi Simon von 1345

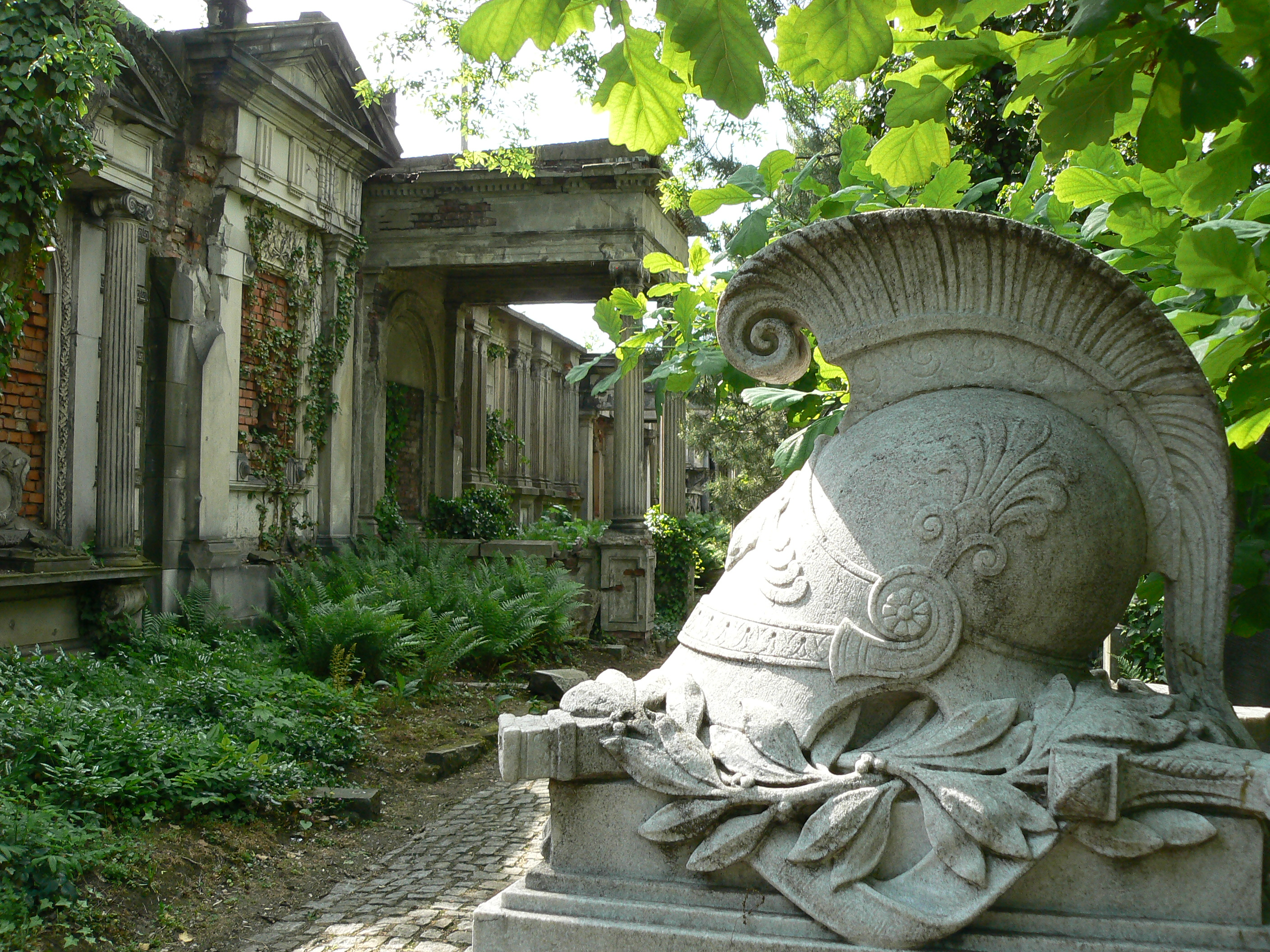
Antiker Helm auf dem Grab des Artillerieoffiziers Georg Sternberg, gefallen im Ersten Weltkrieg

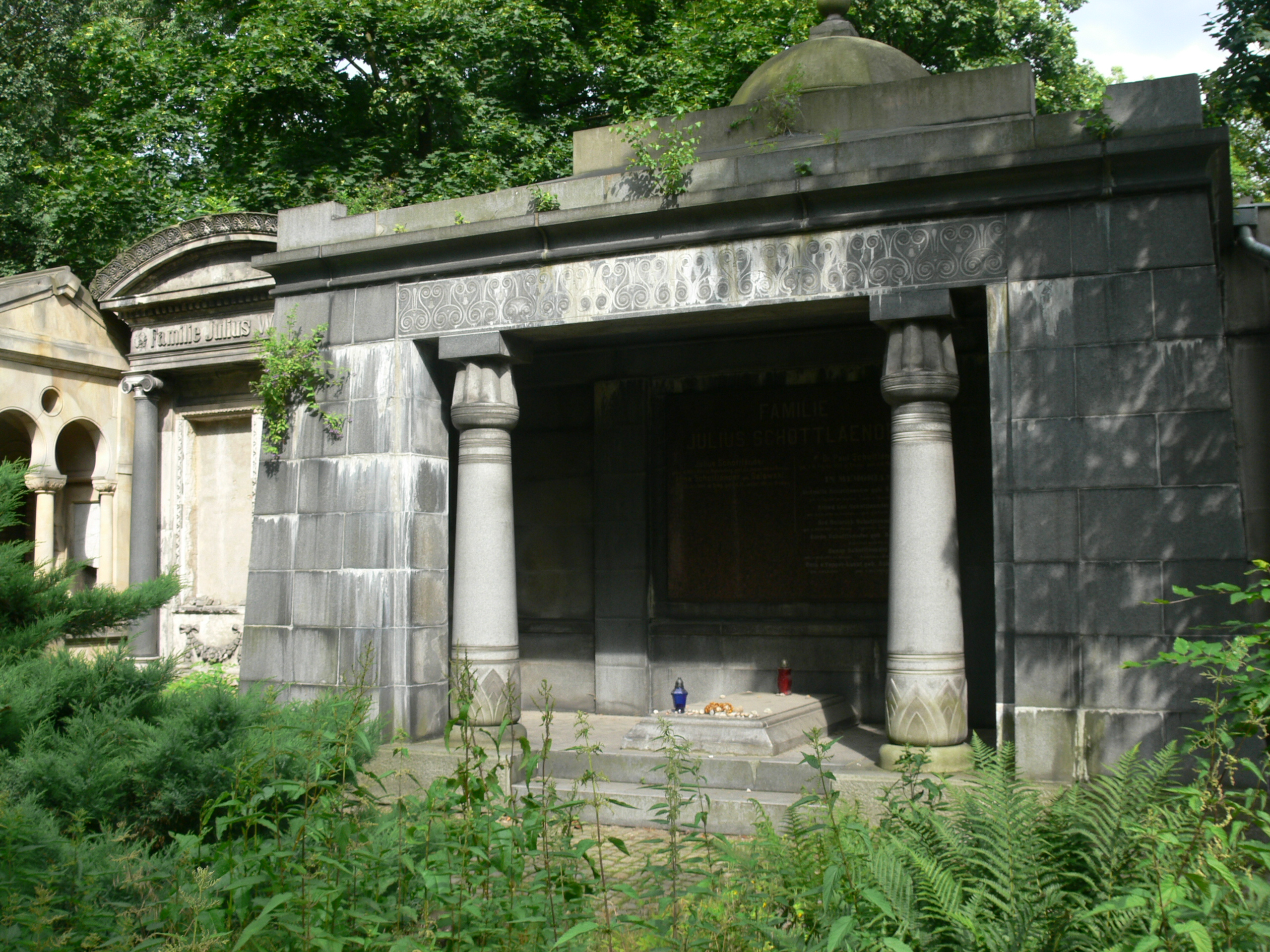
Grabmal der Familie Julius Schottländer

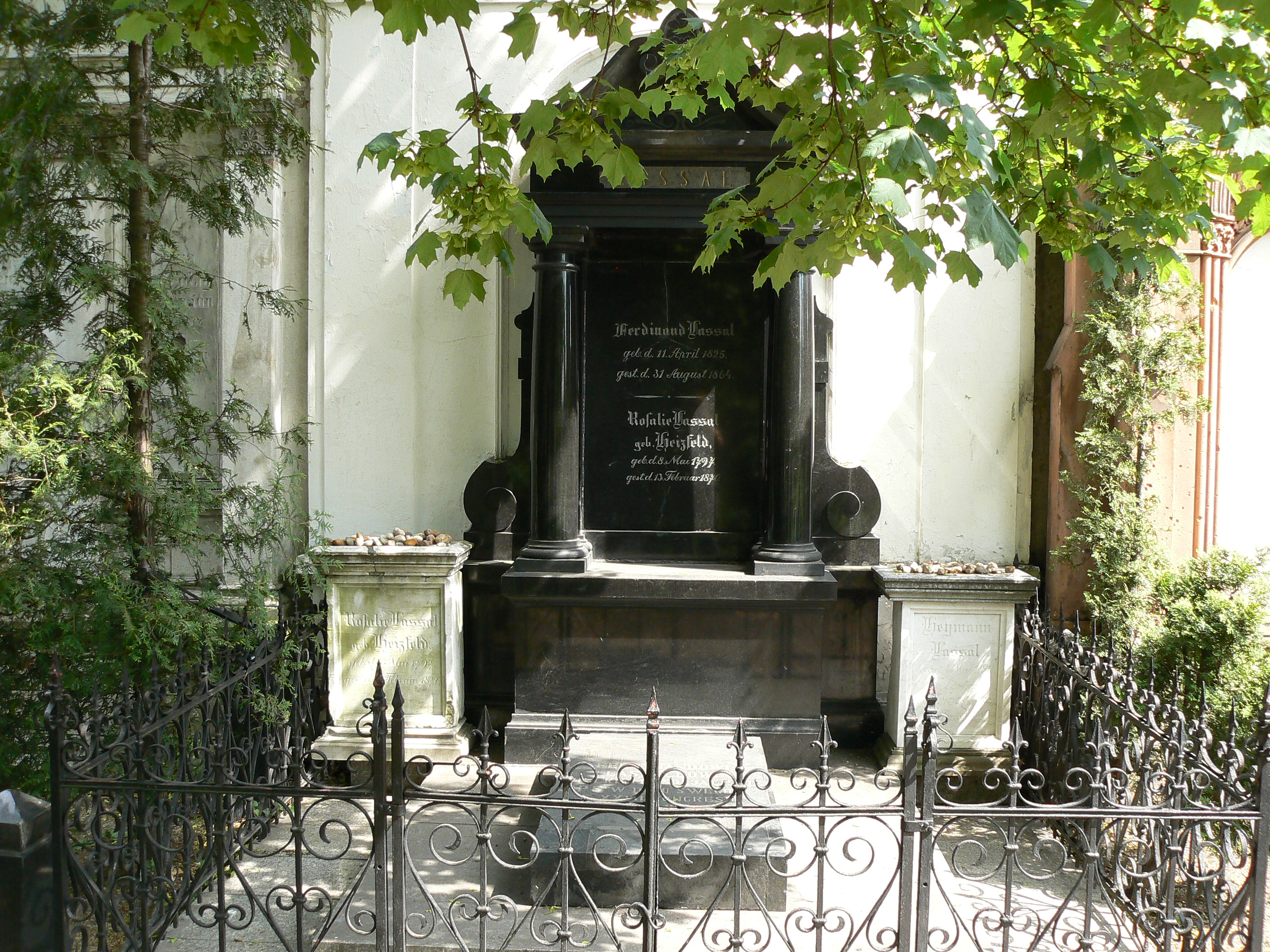
Grab von Ferdinand Lassalle

## Geschichte der Jüdischen Friedhöfe Breslaus
Im frühen Mittelalter entstanden entlang der bedeutenden Handelswege Mittel- und Osteuropas jüdische Gemeinden. Der früheste Nachweis von Jüdischem Leben im Handelszentrum Breslau ist eine Mazewa aus dem Jahre 1203. Er stammt aus dem ersten jüdischen Friedhof der Stadt, der damals außerhalb der Stadt, vor dem Ohlauer Tor am Stadtgraben (ul. Podwale), lag und heute als ältestes jüdisches Grabmal auf polnischem Boden im Breslauer Stadtmuseum ausgestellt ist. 1345 wurde dieser Friedhof von König Johann von Böhmen enteignet und die zahlreichen Mazewen zum Bau der Stadtmauer freigegeben.
Nach dem Verlust dieses ersten Friedhofs musste die jüdische Gemeinschaft Breslaus ihre Toten auf Friedhöfen benachbarter Städte begraben, bis im Jahre 1760 ein zweiter Friedhof in der Schweidnitzer Vorstadt, nahe dem heutigen Hauptbahnhof, entstand, der 1856 ebenfalls geschlossen wurde.
Als Ersatz konnte am 17. November 1856 der Alte Jüdische Friedhof an der Lohestraße eröffnet werden. Die erste Beerdigung des Kaufmanns Löbel Stern fand am 17. November 1856, den neuen Friedhof weihte der Rabbiner Abraham Geiger. Auf dem mit einer Mauer umzäunten Gelände wurden Alleen, die von aufwändigen und unorthodoxen Grabbauten und Grabdenkmälern gesäumt werden, angelegt und zwei Gebäude, eins für die Totenfeier und eins für den Verwalter errichtet. Beide Bauten wurden 1912 abgerissen und mit einem zweistöckigen Büro- und Wohnhaus und einer Kapelle mit einer Dachlaterne nach dem Projekt der Architekten Paul und Richard Ehrlich direkt am Friedhofseingang ersetzt.
Wegen des religiösen Gebots der Bestattung am Todestag oder am nächsten Tag, wurden auf dem Friedhof – dem bis 1902 dem einzigen jüdischen Friedhof in Breslau – zahlreiche Juden aus Warschau, Danzig, Lübeck, Bonn, Hamburg oder sogar aus Tanger oder Boston begraben.
In den Jahren 1940–1942 wurden auf dem Friedhof immer weniger Personen bestattet und der Friedhof anschließend 1943 geschlossen. 1945 wurde der Friedhof während des Kampfes um die Festung Breslau von den Kriegshandlungen betroffen, deren Spuren noch heute auf den Grabsteinen deutlich sichtbar sind. Nach dem Krieg wurde der Friedhof dem langsamen Verfall preisgegeben. In den Nachkriegsjahren verfiel der Friedhof mit seinen einmaligen baulichen Anlagen, wurde dann aber 1975 in die Liste der Denkmale der Stadt Breslau aufgenommen. Restaurierungsarbeiten auf dem etwa 5 Hektar großen Gelände mit ca. 12.000 Grabstätten wurden in den Jahren 1978–1980 begonnen. Als Museum für Friedhofsarchitektur ist es seit 1988 für Besucher geöffnet.
Zusätzlich wurde im Jahre 1902 der Neue Jüdische Friedhof im Wohnquartier Cosel (Kozanow) an der Frankfurter Chaussee (später Flughafenstraße), heute ul. Lotnicza 51, angelegt, der noch heute von der kleinen jüdischen Gemeinde Breslaus genutzt wird. Auf sieben Hektar befinden sich hier rund 20.000 Gräber. Während der Neue Jüdische Friedhof eher der einfachen Bevölkerung diente, war der Alte Jüdische Friedhof bis zum Ende der 1920er Jahre die bevorzugte Grabstätte der erfolgreichen, assimilierten Juden Breslaus.
Einige mittelalterliche Grabplatten aus dem Ohlauer Friedhof, die man nach Jahrhunderten an verschiedenen Stellen in Breslaus Fundamenten und Straßen freilegte, befinden sich heute entweder im Breslauer Stadtmuseum selbst (Zeughaus), oder sie wurden zu Beginn des 20. Jahrhunderts auf dem Gelände des Alten Jüdischen Friedhofs in die Friedhofsmauer eingelassen.

## Der Alte Jüdische Friedhof in der Gegenwart
Der mit einer hohen Mauer umfriedete Gräberbereich in Rechteckform ist reich mit Bäumen und Büschen bestanden und durch ein regelmäßiges Netz von Alleen parzelliert. Ihm nördlich vorgelagert stehen auf einer Geländeerweiterung kleinere Nebengebäude mit der Pförtnerloge. Beidseits vom schmiedeeisernen Friedhofstor sind auf der Außenfront der Mauer mittelalterliche Grabsteine ausgestellt. Links beeindruckt schon alleine durch seine Größe eine Mazewa von 1345, dem Jahr der Schließung des ältesten Breslauer Judenfriedhofs vor dem Ohlauer Tor. Die Innenfront der Umfassungsmauer ist insbesondere im Norden und im Westen vielfach in die Grabbauten miteinbezogen. Diese lassen sich generell in eher einfache Grabdenkmäler (Grabplatten, Stelen, Säulen, Obelisken, steinerne Baumstämme, Sarkophage etc.) und komplexere und prunkvolle Grabbauten (Grüfte, Portiken, Baldachine, Portale etc.) unterteilen. Sie kommen beide in einer bemerkenswerten Vielfalt zeitgenössischer und historischer Stilrichtungen vor.
Das Abrücken von den bescheidenen, eng gedrängten Mazewot und die häufige Verwendung des Deutschen in den Grabinschriften manifestiert Assimilation und Zeitgeist. Auffällig sind in dieser Hinsicht auch die zahlreichen Gräber von Gefallenen des Ersten Weltkriegs und von Personen, deren preußische Beamtentitel stolz genannt werden. Daneben fallen die Namen zahlreicher wohlhabender Breslauer Bankinhaber und Unternehmer auf. Die Internationalität des damaligen Handels dokumentiert sich in den letzten Ruhestätten von Personen aus Warschau, Hamburg, Tanger, Boston etc., die in Breslau starben und nicht in ihre Heimat übergeführt werden konnten, da Tote nach talmudischer Regel spätestens einen Tag nach ihrem Tod begraben werden müssen.

## Gräber bekannter Persönlichkeiten
- Jenny Asch (1832–1907), Malerin, Philanthropin und Fröbelpädagogin
- Sigismund Asch (1825–1901), Humanmediziner und Politiker
- Leopold Auerbach (1828–1897), Arzt
- Markus Brann (1849–1920), Historiker
- Jonas Bruck (1813–1883), Zahnmediziner
- Julius Bruck (1840–1902), Zahnmediziner
- Ferdinand Julius Cohn (1828–1898), Botaniker
- Hermann Cohn (1838–1906), Ophthalmologe
- Moritz Deutsch (1818–1892), Chasan, Musikologe
- Siegmund Fraenkel (1855–1909), Semitist
- Ernst Fränkel (1844–1921), Gynäkologe
- Wilhelm Salomon Freund (1831–1915), Jurist
- Louis Galewsky (1819–1895), Fabrikant
- Georg Gottstein (1868–1936), Chirurg
- Heinrich Graetz (1817–1891), Historiker
- Georg Heimann (1864–1926), Privatbankier
- Salomon Kauffmann (1824–1900) Textilhändler und Philanthrop
- Max Kayser (1853–1888), Sozialdemokrat, MdR
- Friederike Kempner (1828–1904), schlesische Dichterin
- Ferdinand Lassalle (1825–1864), Gründer der ersten Arbeiterpartei in Deutschland
- Moritz Abraham Levy (1817–1872), Religionslehrer
- Benno Milch (1830–1907), Unternehmer
- Ludwig Milch (1867–1928), Geologe
- Felix Priebatsch (1867–1926), Historiker
- Ernst Pringsheim (1859–1917), Physiker
- Jacob Rosanes (1842–1922), Mathematiker
- Clara Sachs (1862–1921), Malerin
- Arnold Schottländer (1854–1909), deutscher Schachmeister
- Bernhard Schottländer (1895–1920), Politiker und Journalist
- Julius Schottländer (1835–1911), deutscher Gutsbesitzer und Philanthrop
- Löbel (Johann Leib) Schottländer (1809–1880), Unternehmer und Mäzen
- Paul Schottländer (1870–1938), Wissenschaftler und Mäzen
- Gedalja Tiktin (1810–1886), Rabbiner
- Benedict Zuckermann (1818–1891), Bibliothekar und Lehrer

- auch: Auguste (1849–1936) und Siegfried Stein (1844–1897), Eltern von Edith Stein